# 돈도코로 지진
돈도코로 지진(일본어: 外所地震 とんどころじしん、とんところじしん[*])은 1662년 10월 31일(간분 2년 9월 20일)에 일본 휴가나다 해역에서 일어난 규모 M7.6, 최대진도 6강(추정)의 지진이다. 유사 이래 규모가 가장 큰 휴가나다 지진이다. 1662년 휴가나다 지진으로도 불린다. 진원은 휴가나다 남쪽, 미야자키현과 가까운 연안 해역에서 일어난 것으로 추정된다. 휴가나다 지진 중 가장 피해가 큰 지진이다. 휴가국과 오스미국(현대 일본의 미야자키현, 가고시마현 오스미반도)를 중심으로 특히 오비번(현 미야자키시 기바나 지역자치구)에서 지진 피해가 가장 심했다.

## 지진 및 피해
미야자키현 대부분 지역에서 진도 5 이상의 지진동을 느낀 것으로 추정되며, 사도와라번(현 미야자키시 사도와라초)에서 진도 6강을, 노베오카번(현 노베오카시)에서 5강을 느낀 것으로 추정된다. 또한 노베오카에서 오스미반도 사이 지역에 쓰나미가 덮쳤는데, 미야자키시 부근에서 4-5m, 노베오카시 부근에서 3-4m, 시부시만 부근에서 2-3m의 쓰나미가 덮친 것으로 추정된다. 이는 휴가나다에 내습한 쓰나미 중 제일 높은 쓰나미이다.
진도 6강을 느낀 사도와라번은 성이 붕괴되고 부유층 저택만 해도 800여 채가 붕괴되었으며 사망자가 다수 발생했다. 진도 5강을 느낀 노베오카번에서는 성곽 돌담이 무너지고 주택 1,300여 채가 붕괴되었으며 사망자 55명이 발생했다.
사망자는 약 200명이었으며(자료에 따라 편차 있음) 주택 약 3,800가구가 붕괴되었고 휴가군, 나카군 연안 지역은 해일과 지반 침하로 7개 마을이 수몰되었다. 지진의 이름이 붙여지게 된 지역명인 미야자키의 돈도코로 촌(현 미야자키시 오자쿠마로)은 지진으로 한순간에 바닷속으로 수몰되었다.
지진으로 1820년대까지 간척 공사를 벌이던 쇼운지 평야 일대(현 JR 규슈 니치난선 운도코엔역 일대)는 다시 강이 되버렸다. 기요타강은 지진의 영향으로 큰 시내로 바뀌었으며 이 시내가 매립된 이후에도 지하 강줄기는 게다강으로 합류하여 흐른다. 현재처럼 기요타강이 휴가나다로 바로 하구로 흘러들어가는 강줄기가 만들어진 것은 1950년대 이후이다.

## 공양비

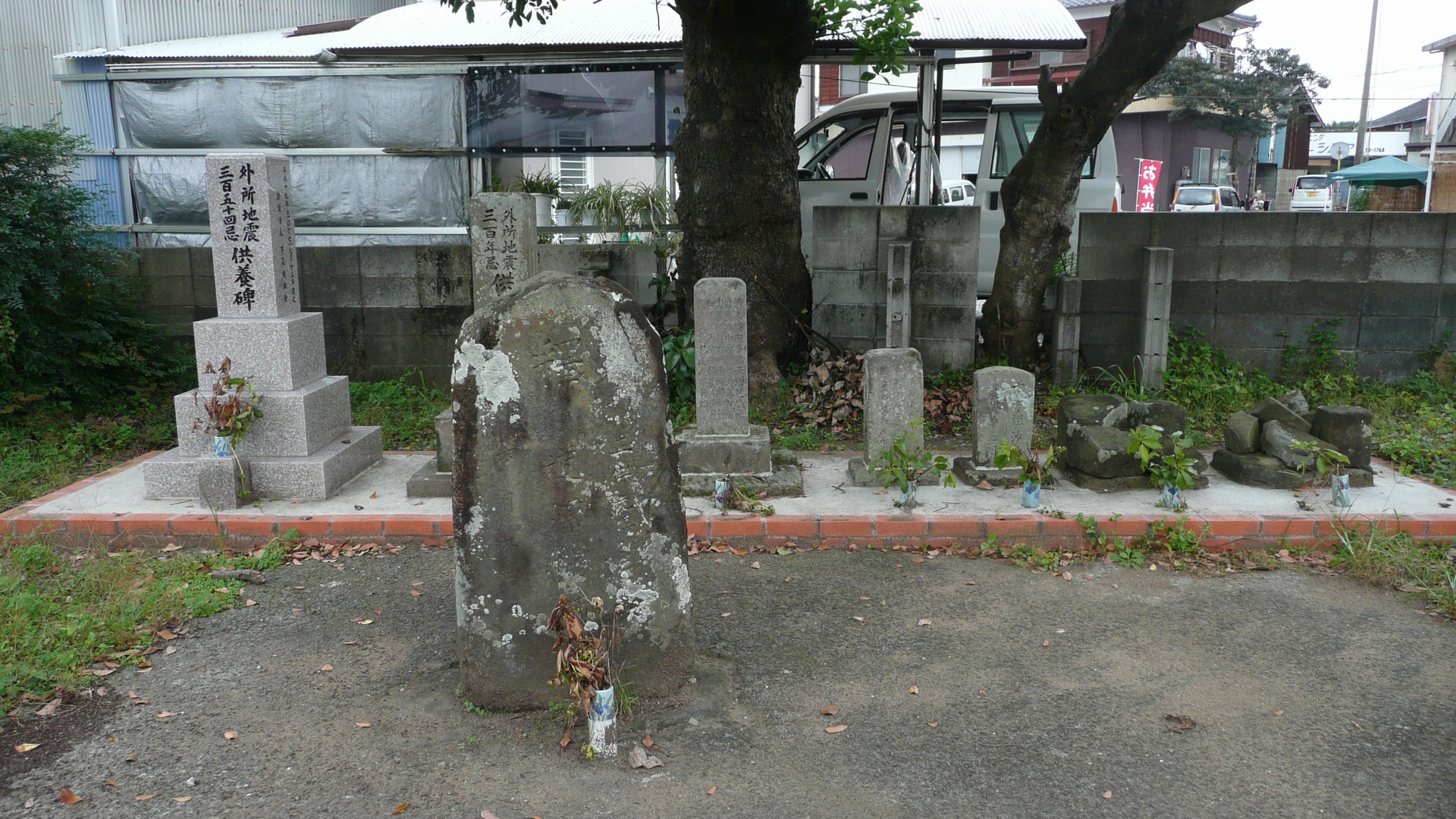
50년마다 세워지는 공양기념비. 오른쪽부터 왼쪽으로 갈수록 현대에 세워진 것이다.

미야자키시 기바나 지역자치구의 시마야마 마을에선 지진을 추모하여 50년마다 공양 축제를 열고 있으며, 이때마다 공양기념비를 세우고 있다.
1805년(분카 5년)에 3번째 기념비를 세웠으며, 1862년(분큐 2년)에 4번째 기념비를, 1925년에 5번째 기념비를, 1957년에 6번째 기념비를, 2007년에 7번째 기념비를 세웠다. 첫 번째와 두 번째 기념비는 파괴되어 글자를 읽을 수 없는 상태라 건립 연도를 추정할 수 없다. 첫 번째 기념비는 지진이 일어난 그 해에 세워진 것으로 추정하고 있다.

## 같이 보기
- 휴가나다 지진
- 1498년 휴가나다 지진
- 난카이 해곡 거대지진